# IC 4140
IC 4140 је галаксија у сазвјежђу Береникина коса која се налази на листи објеката дубоког неба у Индекс каталогу.
Деклинација објекта је + 20° 5' 47" а ректасцензија 13h 4m 6,0s. Привидна величина (магнитуда) објекта IC 4140 износи 16,0 а фотографска магнитуда 17,0.